# 安全困境
安全困境（英語：Security dilemma），為國際關係理論的一個專有名詞，是指當一個國家因為擔憂自身的利益及安全受到威脅時，他通常會推行一系列政策來增加自身的安全保障，最常見的便是增強其軍事實力。然而，這些政策卻會導致其他國家擔心自己的安全，因為他們不知道他的目的或不信任這個國家，因此往往反而會把其舉動視為威脅，擔憂這個國家是否打算用不斷其增強的軍隊來威脅自身的利益及安全。因此，原意是為了加強安全的措施，反而可能導致與更加緊張的局勢，甚至升級成直接衝突，產生任何一方原本都希望避免的結果。軍事技術和地理強烈影響攻防雙方身的平衡，在以下情況下，安全困境的突顯尤為嚴重：(1) 很難區分進攻性武器和防禦性武器，以及 (2) 進攻在任何衝突中都比防守更具優勢。
該術語最早出自於德國學者約翰·赫茲於1951年的著作《政治現實主義與政治理想主義》（Political Realism and Political Idealism）中，由賽局中的囚徒困境發展而來。同時英國歷史學家赫伯特·巴特菲爾德在他的著作《歷史與人類關係》中描述了同樣的情況，當時他稱之這個困境為“絕對的困境和不可化解的困境（Absolute predicament and irreducible dilemma）”。安全困境是國際關係理論中的一個關鍵概念，尤其是現實主義學者用來解釋為甚麼尋求安全的國家常最終反而陷入沖突。
關於安全困境的文獻最早可追溯到公元前五世紀，古希臘歷史學家修昔底德在其名著《伯羅奔尼撒戰爭史》中寫道，正是「雅典力量的增長以及由此導致的斯巴達的恐懼使得戰爭無法避免」（即修昔底德陷阱）。主要內容在說明，當行為者雙方在安全問題上彼此資訊不透明，互相不信任的情況下，對他者可能的行為做出最壞的評估，因此不斷的透過增添軍備和建立預防措施來維護國家安全，殊不知自己在他者的眼裡，卻形成最大的威脅，使他者的安全感被大幅降低，亦爭相擴充軍備，因此反而使自己處於更不安全的狀態。
當國際上出現安全困境時，一般伴隨而來的便是激烈的軍備競賽，當各國展開軍備競賽時，各國都會試圖謹慎因應大國威脅，有時政治領袖為了凝聚士氣，爭取支持，會傾向於把國家受到的威脅程度誇大，在缺少溝通管道的情況下，當認知到威脅程度升高時就會損害彼此之間的信任，競相生產武器，大幅降低合作的可能性，於是任何意外或是危機都很容易導致領導人寧願採取先發制人的軍事行動。第一次世界大戰是國際關係學者較常提到的例子，主要的論點為當時歐洲強權對臨近國家實力增長所造成的不安全感，导致了戰爭，而非各國希望戰爭。

## 定義
根據英國學者阿蘭·柯林斯（Alan Collins）對以往學者對「安全困境」所下定義的總結，常見的大致有以下四種：

### 對別國安全的損害
這類定義關注因「安全困境」的運行所產生的結果，強調一國如何因其所採取的行動而無意間損害了鄰國的安全。羅伯特·傑維斯、查爾斯·格拉澤和巴里·布贊就是此類定義的代表。例如，傑維斯認為當一國尋求增加自身安全而採取的大多數手段具有不經意間損害他國安全的效果時，安全困境就會發生。布贊也同樣認為，「當國家為自己尋求權力與安全時，很容易威脅到其他國家對權力與安全的追求。」

### 所有各方安全的減損
這類定義主要關注「安全困境」的「自我挫敗」（self-defeating）特性。羅伯特·萊伯認為，通過增加它們的權力，國家「並不必然增加它們自身的安全，因為它們的鄰國和對手也會訴諸同樣的手段。實際上這種加強軍備的行為傾向於使得所有國家更不安全，因為它提高了所有各方面臨的潛在威脅的水平」。巴里·波森也注意到了這一點。他把安全困境定義為一種情形，在這種情形里「一國為加強自身安全所做的一切招致反應，最終使得該國與以前相比而不安全。」

### 意圖的不確定性
此類定義主要側重於解釋「安全困境」這種現象的起源，關注於國家間的互動。赫伯特·巴特菲爾德在闡釋「安全困境」的機理時寫道，「你知道你自己無意加害於他，除了尋求對自身安全的保障外，你對他一無所求；你絕無可能完全認識或記得這麼一點，即他無法透視你的心靈，因而他對你的意圖就決不可能像你對這意圖一樣放心。」尼古拉斯·惠勒和凱恩·布思則認為，「當一國的軍備行為在另一國的思想中造成關於它們是用於防禦目的（在一個不確定的世界里加強自身的安全）還是用於進攻目的（改變現狀以使其對己有利）而無法決斷的不肯定時，安全困境就會存在」。惠勒和布思還把這種無法決斷的不肯定性（unresolvable uncertainty）視為界定安全困境的首要特性。

### 缺乏合適的政策
這種定義強調國家所處的絕望的境地，無論採取哪種選擇，一個令人無法滿意的解決方法是唯一的結果。理查德·斯莫克在述及此點時寫道，「在本質上，「安全困境」的觀念認為，如果一國在保衛自己安全上無所作為，它不會感到安全，但是任何保衛自己安全的努力必然威脅到他國或多國的安全，結果該國面臨著一個困境：如果它不採取行動，它將不會感到安全，而假如它那樣去做仍然感到不安全」。

## 同盟困境
同盟困境（英語：alliance dilemma），又名聯盟政治中的安全困境。史耐德認為，當一個國家在考慮同盟時，會面臨類似安全困境的兩難。 一是，企圖透過同盟增進自身安全，卻提升其他國家對自身的敵意，反而導致自身更不安全；另一，是「牽連/連鎖效應」(chain ganging)與「背叛」(abandonment)的兩難。 在同盟中，大國擔心被小國「牽連」，而小國則擔心被大國「背叛」。  針對第一種同盟困境，約翰·瓦斯克斯支持此論點，同盟確實會導致其他敵對國家組成「反同盟」(counteralliance)。 在第二種同盟困境，大國擔心被小國的挑釁行動連累，或出於利益交換，可能會先拋棄小國，綏靖敵對陣營，或與敵對陣營妥協合作。
2016年，在韓國部署薩德反導彈系統事件中，韓國便面臨同盟困境，擔心在引入薩德導彈的系統的過程中，遭美國拋棄。 而日本則一直擔心日美同盟因對南韓的同盟承諾，被拖入北韓挑釁造成的危機中。 而在美日同盟對抗中國的過程中，日本亦面臨可能被美國作為離岸平衡拋棄的「同盟困境」。 因此，在強化美日同盟之外，日本仍持續提升自身防衛中國的能力。